# Bengalia laoziella
Bengalia laoziella este o specie de muște din genul Bengalia, familia Calliphoridae. A fost descrisă pentru prima dată de Andy Z. Lehrer în anul 2006. Conform Catalogue of Life specia Bengalia laoziella nu are subspecii cunoscute.